# Francisco de Andrade
Francisco Manuel Vieira Rebello de Andrade (Oeiras, 16 de agosto de 1923-Alcabideche, 28 de abril de 2021) fue un deportista portugués que compitió en vela en la clase Star. Participó en los Juegos Olímpicos de Helsinki 1952, obteniendo una medalla de bronce en la clase Star.

## Palmarés internacional
| Juegos Olímpicos | Juegos Olímpicos     | Juegos Olímpicos  | Juegos Olímpicos |
| Año              | Lugar                | Medalla           | Clase            |
| ---------------- | -------------------- | ----------------- | ---------------- |
| 1952             | Helsinki (Finlandia) | Medalla de bronce | Star             |